# الحزب الديمقراطي الجديد لأونتاريو
الحزب الديمقراطي الجديد لأونتاريو (بالإنجليزية: Ontario New Democratic Party)‏ هو حزب سياسي كندي، أسس في 1932، يقع مقره في تورونتو.

## أعضاء بارزون
- كود سباركل
- تحديث القائمة

- جاجميت سينج
- بوب راي (1974 - 1998)
- Andrea Horwath
- ميخائيل كاسيدي
- Ian Deans
- Cheri DiNovo
- France Gélinas
- Gilles Bisson
- Catherine Fife
- تشارلز غودفري (سياسي)